# Андронниково (Ленинградская область)
Андронниково — деревня в Шугозёрском сельском поселении Тихвинского района Ленинградской области.

## История

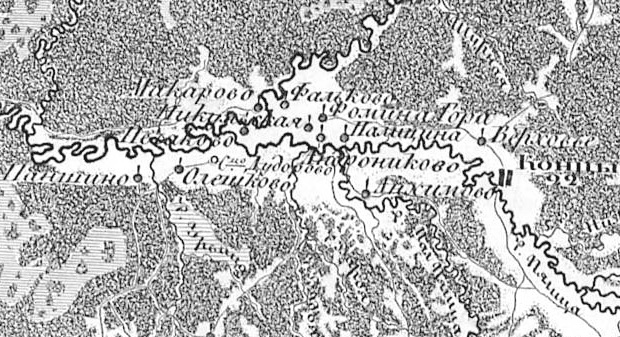
Деревня Андронниково на семитопографической карте Новгородской губернии 1847 года

АНДРОННИКОВО (ФОМИНА ГОРА) — деревня Андронниковского общества, прихода Большешугозёрского погоста. Река Пяльица.

Крестьянских дворов — 38. Строений — 86, в том числе жилых — 55. Питейный дом и водяная мельница. 

Число жителей по семейным спискам 1879 г.: 90 м. п., 104 ж. п.; по приходским сведениям 1879 г.: 90 м. п., 101 ж. п.

В конце XIX — начале XX века деревня административно относилась к Лукинской волости 2-го земского участка 2-го стана Тихвинского уезда Новгородской губернии.

АНДРОННИКОВО — деревня Андронниковского общества, дворов — 53, жилых домов — 56, число жителей: 148 м. п., 163 ж. п. 

Занятия жителей — земледелие. Тихвинский почтовый тракт. Реки Паша и Пяльица. (1910 год)

По сведениям на 1 января 1913 года в деревне было 359 жителей, из них детей в возрасте от 8 до 11 лет — 14 человек.
С 1917 по 1918 год деревня Андронниково входила в состав Лукинской волости Тихвинского уезда Новгородской губернии. 
С 1918 года в составе Череповецкой губернии.
С 1927 года в составе Пяльинского сельсовета Капшинского района.
В 1928 году население деревни составляло 295 человек.
Согласно карте Ленинградской области Северо-западного аэрогеодезического треста ГГУ издания 1932 года деревня насчитывала 30 крестьянских дворов. В деревне находился сельсовет:
| Внешние изображения | Внешние изображения                     |
| ------------------- | --------------------------------------- |
|                     | Деревня Андронниково на карте 1932 года |

По данным 1933 года деревня Андронниково являлась административным центром Пяльинского сельсовета Капшинского района Ленинградской области, в который входил 21 населённый пункт: деревни Андронниково, Анхимово, Верховье, Весёлый Луг, Видуя, Крутая Гора, Купецево, Макарово, Макарьино, Межи, Никулино, Олешково, Паньшино, Печаково, Самара, Селище, Тимошино, Тонаево, Усть-Куссара, Фальково, Хазуново, общей численностью населения 2415 человек.
По данным 1936 года в состав сельсовета входили 25 населённых пунктов, 456 хозяйств и 12 колхозов, административным центром сельсовета была деревня Фальково.
В 1961 году население деревни составляло 266 человек.
С 1963 года в составе Тихвинского района.
По данным 1966 и 1973 годов деревня Андронниково вновь являлась административным центром Пяльинского сельсовета.
По данным 1990 года деревня Андронниково входила в состав Шугозёрского сельсовета.
В 1997 году в деревне Андронниково Шугозёрской волости проживал 131 человек, в 2002 году — также 131 человек (русские — 99 %).
В 2007 году в деревне Андронниково Шугозёрского СП проживали 116 человек, в 2010 году — 106, в 2012 году — 127.

## География
Деревня расположена в северо-восточной части района на автодороге 41К-946 (Озровичи — Пашозеро — Шугозеро — Ганьково) в месте примыкания к ней автодороги 41К-926 (Андронниково — Анхимово).
Расстояние до административного центра поселения — 15 км.
Расстояние до ближайшей железнодорожной станции Тихвин — 83,5 км.
Деревня находится на левом берегу реки Паша и правом берегу реки Большая Пяльица.

## Демография
| 2007 | 2010 | 2017 |
| ---- | ---- | ---- |
| 116  | ↘106 | ↘102 |

### Национальный состав
Согласно данным Всероссийской переписи населения 2021 года в деревне проживали 87 человек, из них:
 русские — 84, азербайджанцы — 2, другие национальности — 1 человек.

## Улицы
Ветеранов, Городская, Добровольцев, Машинистов, Северная, Строительная, Энергетиков, Якорная.